# Melløs-Stadion
Das Melløs-Stadion (norwegisch Melløs stadion) ist ein Fußballstadion mit Leichtathletikanlage im Bezirk Melløs der norwegischen Kommune Moss, Provinz Østfold. Seit Beginn trägt der frühere Erstligist Moss FK, momentan in der drittklassigen PostNord-Ligaen, seine Spiele aus. Des Weiteren nutzen der Fußballclub Rapid Athene und der Leichtathletikverein Moss IL die Anlage. Das Stadion verfügt über 9.410 Plätze, von denen 2.410 Sitzplätze sind. Um die Spielstätte liegen vier weitere Fußballfelder, eines davon mit Kunstrasen.

## Geschichte
1930 bewilligte die Moss Kommune 165.000 NOK für den Bau einer Sportanlage. Es sollte aber noch fast zehn Jahre dauern, bis am 21. Mai 1939 die Eröffnung stattfinden konnte. 1971 diente das Melløs-Stadion als Eisschnelllaufbahn. Am 16. und 17. Januar wurden die norwegischen Eisschnelllauf-Mehrkampfmeisterschaften der Männer ausgetragen. 1987 fand ein Halbfinale der Fußball-Europameisterschaft der Frauen im Melløs-Stadion statt. Zehn Jahre später war es eines von insgesamt fünf Stadien der Fußball-Europameisterschaft der Frauen 1997 und Austragungsort von drei Partien der Vorrundengruppe B. 1990 wurden im Stadion von Moss die norwegischen Leichtathletikmeisterschaften ausgetragen.
Ende der 2000er Jahre kursierten Pläne für den Neubau mit 8.500 Plätzen für 215 Mio. NOK (rund 24 Mio. Euro) mit Namen Melløs Arena. Zur Saison 2010 sollte der Neubau stehen. Die Pläne wurden jedoch von der Stadt wegen der hohen Kosten verworfen. Stattdessen investierte man über 41 Mio. NOK (ca. 4,5 Mio. Euro) in die Renovierung des Melløs-Stadions. Der Zuschauerrekord stammt aus dem Jahr 2003, als der Moss FK gegen den Fredrikstad FK antrat und 10.085 Besucher das Melløs-Stadion füllten. Bis 2011 nutzten die Fußballvereine SK Rapid und Athene Moss die Spielstätte. Danach fusionierten sie zum neuen Verein Rapid Athene.
Bisher trat die norwegische U-21-Männer-Fußballnationalmannschaft zwei Mal zu Länderspielen im Stadion in Moss an. Am 11. September 1979 trennte man sich von Belgien mit einem 0:0-Unentschieden. Gegen Dänemark verloren die Norweger am 22. August 2007 mit 0:2.